# Архитектоника (коллектив)
«Архитектоника» (англ. Arquitectonica) — творческий коллектив американских архитекторов из Майами, начавший свою работу с 1977 года. Среди его участников значились Б. Форт-Брешиа, Г. Ромни и Л. Спеар.
Группа «Архитектоника» специализируется на проектировании и строительстве гостиничных, жилых, офисных и банковских зданий. Она широко использует технику коллажа и заимствований, позволяющих с одной стороны достичь высокого уровня поэтической выразительности, а с другой — внести оттенок раздражающего вызова. В творчестве этого коллектива необычным образом совмещаются элементы откровенного геометрического формализма в виде комбинаций примитивных форм (пирамид, кубов, стеклянных плоскостей и т. п.) с отсылками к самым разным историческим традициям и мотивам в приложении к продуктам современной промышленной архитектуры. Среди источников идей, которые играют важную роль в творчестве «Архитектоники» отмечают религиозные сооружения мезоамериканских индейцев (майя и ацтеков), античный Парфенон, полихромные средневековые соборы, образы Ле Корбюзье, Г. Майеро, Ф. Гери и других классиков жанра.
Посольство США в Лиме стало одним из первых зданий в неоандском стиле.